# Ugamak Island

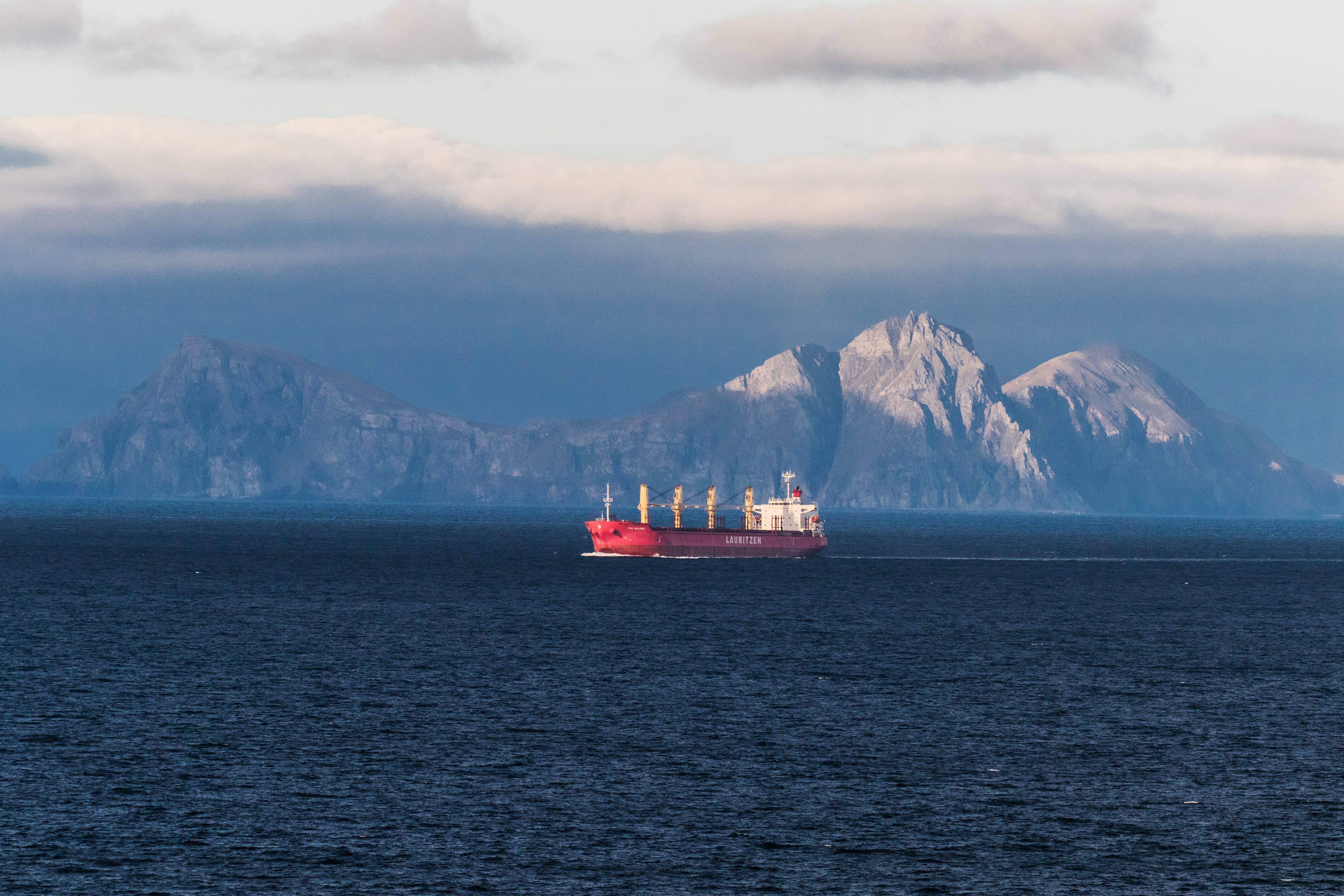
Ugamak Island

Ugamak Island ist eine Insel der Krenitzin Islands, einer Untergruppe der Inselgruppe der Fox Islands in den östlichen Aleuten, Alaska. Die Insel ist über 8 km lang und liegt etwa 60 km östlich von Akutan Island. Die Ugamak Straße trennt Ugamak von Kaligagan Island im Westen. Im Süden der Insel liegt Aiktak Island und die kleine Seelöwen-Insel Round Island.
Ugamak ist ein Aleuten-Name, überliefert von Innokenti Weniaminow 1840, welches nach R. H. Geoghegan „Zeremonie-Insel“ bedeutet.